# Berlins Most Wanted
Berlins Most Wanted oder kurz BMW war eine Berliner Hip-Hop-Formation, die von den Rappern Bushido, Bass Sultan Hengzt und King Orgasmus One gegründet wurde. Später bestand die Gruppe aus Bushido, Fler und Kay One.
Die Crew verkündete bis heute keine offizielle Trennung, obwohl sich persönliche Differenzen zwischen den einzelnen Künstlern zeigten. Zwei der drei Künstler gründeten ihre eigenen Labels: ersguterjunge (von Bushido) und Amstaff (von Bass Sultan Hengzt). King Orgasmus One war der einzige von den drei Künstlern der alleine auf dem gemeinsamen Label I Luv Money Records blieb. 2005 erklärte Bass Sultan Hengzt, dass Bushido nicht mehr Mitglied der Rap-Formation sei, obwohl die Formation in dieser Zeit inaktiv war.
So kann man wohl von einer Neugründung sprechen.
Stattdessen benannte Bass Sultan Hengzt den Rapper Godsilla als neues Mitglied.
Bass Sultan Hengzt gab im September 2007 das Ende seiner Rapkarriere bekannt, sagte jedoch in einem Interview, dass BMW seinen Fans noch ein BMW-Album schuldig sei.
Im August 2010 wurde durch Medien bekannt, dass Bushido sich den Namen „Berlin’s Most Wanted“ beim Deutschen Patent- und Markenamt hat schützen lassen.
Die Formation BMW bestand danach aus Bushido, Fler und Kay One. Ihre erste Single und ihr erstes Album in der Formation war der gleichnamige Titel Berlins Most Wanted.

## Diskografie
Die Künstler waren gemeinsam unter dem Crew-Namen auf folgenden Alben vertreten:
- 2001: I LUV MONEY Sampler
- 2001: Bushido – King of Kingz
- 2001: D-Bo – Deutscha Playa
- 2001: King Orgasmus One – Tag der Abrechnung
- 2002: King Orgasmus One & Bass Sultan Hengzt – Berlin bleibt hart
- 2006: King Orgasmus One – OrgiAnal Arschgeil
- 2006: Godsilla – Massenhysterie
- 2007: Bass Sultan Hengzt – Der Schmetterlingseffekt
- 2007: Godsilla – City of God
- 2010: BMW – Berlins Most Wanted